# Гулбаар-Толойкон
Гулбаар-Толойкон (кирг. Гулбаар-Төлөйкөн), также Гулбаартолойкон — село в Кыргызстане, административно подчинённое администрации города республиканского значения Ош.

## География
Село расположено в юго-западной части республики, на расстоянии приблизительно 5 километров (по прямой) к западу от города Ош.

## Население
Согласно оценочным данным Национального статистического комитета Кыргызской Республики, численность населения села на начало 2023 года составляла 1560 человека.
| год     | 2014 | 2015 | 2020 | 2021 | 2023 |
| ------- | ---- | ---- | ---- | ---- | ---- |
| человек | 1198 | 1246 | 1429 | 1445 | 1560 |